# Eupithecia sacrimontis
Eupithecia sacrimontis är en fjärilsart som beskrevs av Louis Beethoven Prout 1936. Eupithecia sacrimontis ingår i släktet Eupithecia och familjen mätare. Inga underarter finns listade i Catalogue of Life.